# Humaid Al-Najar
Humaid Al-Najar (Arabic:حميد النجار) (sinh ngày 22 tháng 2 năm 1989) là một cầu thủ bóng đá người Các Tiểu vương quốc Ả Rập Thống nhất. Hiện tại anh thi đấu cho Dibba Al Fujairah.